# Дыскот
Дыскот (болг. Дъскот) — село в Болгарии. Находится в Великотырновской области, входит в общину Павликени. Население составляет 444 человека.

## Политическая ситуация
В местном кметстве Дыскот, в состав которого входит Дыскот, должность кмета (старосты) исполняет Колё Стефанов Кереков (Граждане за европейское развитие Болгарии (ГЕРБ)) по результатам выборов.
Кмет (мэр) общины Павликени — Ангел Иванов Генов (коалиция в составе 2 партий: политический клуб «Экогласность», Земледельческий союз Александра Стамболийского (ЗСАС)) по результатам выборов.